# Йоффе, Авраам Биньямин
Авраа́м Биньями́н Йо́ффе (ивр. אַבְרָהָם בנימין יָפֶה‎; обыкновенно публиковался как ивр. א.ב. יפה‎ — А. Б. Йоффе; 14 марта 1924, Бельцы — 21 июня 2008) — израильский литературовед, редактор, критик и переводчик.

## Биография
Родился в Бельцах в семье инженера Рахмила Израилевича Иоффе (1893—?), сторонника ревизионистского сионизма и в 1930-е годы одного из руководителей городской еврейской общины; мать — Хая-Рухл Ицековна Йоффе (1901—1980), из купеческой семьи (её отец Ицик Израилевич Йоффе был владельцем фабрики по производству дрожжей в Слободзее). В 1940 году эмигрировал в подмандатную Палестину. Учился в ремесленной школе в Хайфе, затем в Еврейском университете в Иерусалиме. Проходил службу в Хагане, затем в армии обороны Израиля. 
Уже подростком в 1939—1940 годах дебютировал как литературный и кинокритик на румынском языке. С 1943 года начал писать на иврите, в том числе для радио; публиковал книжные рецензии и кинокритику. В 1948—1953 годах работал в редакции военного журнала «Бамахане». В 1951 году вышла его первая книга «Поэзия и реальность».
С 1950 года был сотрудником газеты «Хамишмар», в том числе до 1984 года редактором её литературного приложения. В 1951—1952 годах вёл литературную программу о французской литературе для Би-би-си. В 1954—1965 годах работал на радиостанции «Голос Израиля». В 1977—1982 годах был представителем Израиля в международном ПЕН-клубе. Как член объединённой рабочей партии МАПАМ рецензировал книги и публикации левого толка. Был удостоен нескольких литературных премий, в том числе премии Бернштейна и литературной премии премьер-министра Израиля (1996).
А. Б. Йоффе — автор книг публицистики, литературоведения и художественной критики; составил две антологии произведений еврейских писателей в румынской литературе (1972, 1996). Занимался переводами художественной прозы с румынского языка, в том числе Михаила Себастьяна и Александру Миродана.
Жена — Иегудит Ойберлендер (род. 1930, Жешув), двое детей.